# Littérature engagée
 (août 2024).
 (février 2017).
 (février 2017).
Pour les articles homonymes, voir Engagement (homonymie).
La littérature engagée renvoie en règle générale à la démarche d'un auteur (poète, romancier, dramaturge...) qui défend une cause éthique, politique, sociale ou religieuse, soit par ses œuvres soit par son intervention directe en tant qu'« intellectuel », dans les affaires publiques. Historiquement, on dit d’une œuvre qu’elle est engagée lorsqu'elle présente un certain statut dans la société de son auteur et qu'est reconnue l'importance de sa fonction sur un sujet donné. Par le biais de son texte, un écrivain peut critiquer certains aspects de la société.

## Différents aspects

### Nécessité
En général, tout homme est responsable de ce qui se passe en son temps, à plus forte raison l'écrivain. D'ailleurs, se désintéresser de son temps, c'est une façon de s'engager ; même l'art pour l'art engage l'écrivain (cf. « La littérature vous jette dans la bataille ; écrire, c'est une certaine façon de vouloir la liberté ; si vous avez commencé, de gré ou de force vous êtes engagé », Sartre, Qu'est-ce que la littérature ?).
Plus particulièrement au XXe siècle, les facteurs d'engagement se multiplient :
- la vie collective exerce une emprise plus forte sur la vie individuelle et accroît la responsabilité de l'Homme (exemple : par le développement des médias, l'information accrue...) ; aussi on ne peut plus se constituer un art de vivre personnel, considérer l'art comme un divertissement, une étude désintéressée de l'Homme ;
- les écrivains contemporains héritent de cette idée du XIXe siècle que l'écrivain a une mission privilégiée, et, plus portés vers la philosophie en raison de leur culture et de leur époque, ils favorisent la réflexion politique.

### Évolution
Si le terme d'« engagement » est introduit au XXe siècle, la notion existait déjà :
- certes le sage de la tradition antique s'abstient de trop participer à la vie de la société (cf. Montaigne, Essais); pourtant, au XVIe siècle, certains témoignent déjà par leurs écrits de leurs convictions religieuses (cf. Agrippa d'Aubigné) ou bien engagent, par l'activité de la raison, la recherche de la vérité, un combat contre l'intolérance (cf. Montaigne), l'immobilisme intellectuel (cf. Rabelais, du Bellay), la torture ;
- l'honnête homme du XVIIe siècle occupe civilement sa place sans toutefois prendre position sur les problèmes politiques ou sociaux ;
- mais c'est au XVIIIe siècle que le philosophe se fait un devoir de servir et d'améliorer la société : alors que les écrivains du XVIIe siècle étaient des courtisans à la recherche de mécènes et de protecteurs, ce siècle est emblématique d'une nouvelle éthique de vérité de l'écrivain, exprimée à l'origine par Voltaire[1], consistant en son autonomisation progressive par rapport aux pouvoirs (politiques, religieux). Cette éthique se construit dans le cadre de la lutte pour la liberté d'expression avec en corollaire une responsabilité accrue de ces écrivains dont les pouvoirs veulent désormais qu'ils répondent de leurs œuvres[2] ;
- c'est la même conception qui prédomine chez les auteurs du XIXe siècle, en particulier chez Lamartine, mais encore plus particulièrement chez Vigny, hanté par cette question de l'utilité politique de l'écrivain, et chez Hugo, qui oriente toute sa vie en fonction de ses convictions ; quant à Zola, même si la doctrine naturaliste ne l'engage pas à prendre position dans ses romans, un désir de corriger la société apparaît cependant à travers l'évocation des conditions de vie des miséreux ;
- au XXe siècle, l'engagement devient un devoir au nom de la liberté et de la solidarité : « Tout artiste aujourd'hui est embarqué dans la galère de son temps… Nous sommes en pleine mer. L'artiste, comme les autres, doit ramer à son tour, sans mourir s'il le peut, c'est-à-dire en continuant de vivre et de créer » (Camus). C'est le cas de Roger Martin du Gard, Malraux, aux côtés des existentialistes et des poètes de la Résistance, mais aussi des écrivains des minorités. Sartre, dans sa théorie de la littérature engagée, dépasse l'opposition entre la responsabilité de l'écrivain, qui amène l'auteur à se restreindre, et la liberté de création (défendue par Roland Barthes qui transfère la responsabilité de l'écrivain au lecteur), en rattachant la responsabilité au libre arbitre[3].

### Thèmes mobilisateurs
- La religion : de nombreux artistes écrivent sur le sujet que ce soit pour défendre les valeurs religieuses telles que le pardon ou la compassion, ou bien au contraire attaquer l'intolérance religieuse. Les artistes connus pour s'être engagés sur le sujet sont D'Aubigné, Pascal, Chateaubriand, Voltaire.
- Les valeurs humanitaires : la liberté, la lutte contre le racisme, la défense de la négritude (cf. Césaire, Senghor, Glissant) ; des émigrés (cf. Tahar Ben Jelloun); pour l'humanité (cf. Camus)...
- Les questions sociales : les philosophes des Lumières dénoncent les injustices. Ils s'en prennent notamment aux inégalités entre hommes (Diderot) et à l’esclavage (Montesquieu, Voltaire). Au XIXe siècle, les auteurs qui dénoncent les inégalités sociales et la misère sont notamment Victor Hugo dans Claude Gueux puis, à la fin du siècle, Émile Zola dans Germinal.
- Les questions politiques : de nombreux auteurs se font la voix du pacifisme, de la dénonciation de la guerre (Max Scheler). Il existe plusieurs genres de pacifismes qui se distinguent par leurs modes d’action et par les valeurs principales qui les animent. Les écrivains de l'existentialisme, Jean-Paul Sartre, Simone de Beauvoir, Merleau-Ponty, mais aussi des intellectuels contemporains comme Raymond Aron considèrent qu'ils doivent s'engager sur de questions politiques. Les existentialistes promeuvent le communisme et dénoncent l'impérialisme de leur temps.
- Le féminisme : le mouvement féministe s'engage pour le droit des femmes ; il dénonce les inégalités sociales, politiques, juridiques, économiques et culturelles dont les femmes sont victimes. Les premières idées féministes sont apparues au Moyen Âge avec Christine de Pizan. Entre le XVIIIe et le XIXe siècle, Olympe de Gouges et George Sand défendent le féminisme. Au XXe siècle, les suffragettes, des militantes britanniques font beaucoup parler d'elles et obtiennent le droit de vote des femmes au Royaume-Uni. En 1971, le Manifeste des 343 est rédigé par Simone de Beauvoir, c'est une pétition française signée par 343 femmes ayant eu recours à l'avortement alors que cet acte était reconnu comme illégal en France. Le Manifeste appelle à dépénaliser et légaliser l'interruption volontaire de grossesse. En 1975, Simone Veil, alors ministre de la Santé, fait adopter la loi Veil qui autorise l'avortement. À la fin du XXe- début du XXIe siècle, de nombreuses associations féministes se sont créées, notamment les Chiennes de garde, Ni putes ni soumises et les Femen, qui sont très actives.

### Formes possibles de lutte
Comme Homme, l'artiste peut assumer les responsabilités de son temps (adhésion à des partis, action dans la résistance, la révolution, signature de manifestes, participation à des congrès), comme : Sartre, Camus, Malraux, Gide, Barrès, Bourget et avant eux, Zola, Hugo, Lamartine.
Comme écrivain :
- il éclaire et dirige l'opinion : journaux, revues, conférences, pamphlets, manifestes ;
- il s'unit à d'autres écrivains pour agir sur les pouvoirs et le public avec tout le prestige de l'artiste ;
- il traite des problèmes actuels, en prenant position à leur égard et en instruisant le public. Les fins purement esthétiques, l'art ne viennent que « par-dessus le marché » (Sartre).

Cela entraîne un goût pour les genres qui agissent sur un vaste public : théâtre, cinéma et roman.

### Limites de l'engagement
Écrire est un métier qui ne donne pas forcément des compétences spéciales dans d'autres domaines. Donc :
- l'engagement personnel de l'écrivain ne vaut pas plus que celui de n'importe qui ;
- et il lui fait perdre, dans une activité où il peut être médiocre, un temps qui lui serait précieux pour son art : pour un artiste, le travail artistique n'est pas « par-dessus le marché », mais l'essentiel, comme l'affirment Flaubert, Valéry, Gide. À noter combien de partisans de l'engagement ont abandonné assez vite les genres artistiques pour le journalisme, l'essai, la thèse ; ils étaient plus penseurs qu'artistes (la stérilité créatrice des années politiques de Victor Hugo).

### Limites de l'«art utile»
Si l'écrivain répond que, quelles que soient ses idées, il a le droit de les défendre par son arme, c'est-à-dire son talent artistique, on peut objecter :
- la conception des partisans de l'art pour l'art et les faiblesses de certaines formes d'art utile ;
- même si l'on admet que l'art doit être utile, on peut concevoir cette utilité autrement que par l'engagement : l'engagement est orienté vers les problèmes que posent à l'individu ses rapports avec la société, et l'engagement est dans l'immédiat.

## L'engagement au cours des siècles

### XVIesiècle
La Renaissance, en Europe, est le siècle de l'humanisme. Les auteurs humanistes mettent l'homme au centre de leurs préoccupations, n'hésitant pas pour cela à dénoncer l'influence excessive de l'Église dans la mesure où elle peut mettre un frein à la dignité de l'homme. Ainsi, Pic de la Mirandole ou Érasme émettent des réserves quant aux excès des clercs, tandis que Thomas More, dans son Utopie, imagine un monde meilleur, caractérisé par le règne de la raison et de l'empathie. Il ne s'agit pas de nier les valeurs chrétiennes, mais de rendre à l'homme, et non à Dieu, sa place centrale.
En France, la question prend une urgence toute particulière au XVIe siècle, en raison des guerres de religion qui déchirent le pays après la Réforme. Ronsard, dans son Discours sur les misères de ce temps, s'en prend à la violence dont il rend les protestants responsables, tandis que Théodore Agrippa d'Aubigné, dans son long poème épique Les Tragiques, dénonce la lutte fratricide que les catholiques livrent aux protestants, ainsi que les turpitudes des rois et les misères dans lesquelles ils plongent le pays.

### XVIIesiècle
Le XVIIe siècle se caractérise par une dénonciation souvent orientée vers la Cour, dont l'hypocrisie ambiante paraît insupportable sur le plan moral, et éminemment nuisible sur le plan politique et social. Le fabuliste Jean de La Fontaine, dans ses Fables, égratigne régulièrement les pratiques des courtisans, mais également les abus de pouvoir des puissants, par exemple dans "La cour du lion" et "Les obsèques de la lionne", mise en scène des jeux de dupes en vigueur à la Cour, mais également dans "Le loup et l'agneau" et "Les Animaux malades de la peste", dans lesquelles la violence des rapports entre prédateurs et proies permet de blâmer les injustices de l'Ancien Régime. Molière, de même, s'en prend au règne de l'hypocrisie, en particulier dans Tartuffe, pièce longtemps censurée en raison de l'anathème jeté sur les "faux dévots" et sur les mensonges d'hommes d'Église peu fidèles aux principes moraux du christianisme.

### XVIIIesiècle
Le XVIIIe siècle, en Europe, est surnommé le siècle des Lumières; de fait, il est marqué par un grand nombre d'œuvres engagées, dans lesquelles auteurs et philosophes réfléchissent aux mœurs en vigueur. La critique porte, d'abord, sur le régime politique de la monarchie absolue: dans De l'esprit des lois, Montesquieu propose la séparation des trois pouvoirs législatif, exécutif et judiciaire. Les inégalités politiques et sociales sont également pointées du doigt: le théâtre de Marivaux et surtout de Beaumarchais invite à renverser les rôles entre maître et valet, rappelant que la naissance noble ou populaire n'est qu'une contingence, qui ne devrait pas ouvrir de droits particuliers (c'est l'idée centrale de L'Île des esclaves ou Le Mariage de Figaro. Enfin, l'esclavagisme est dénoncé avec virulence dans le texte de Montesquieu "De l'esclavage des nègres", texte ironique tournant en ridicule les arguments en faveur de l'esclavage, ou encore dans le Supplément au Voyage de Bougainville de Diderot.
Enfin, l'intolérance religieuse et ses abus font l'objet de nombreuses attaques. Diderot, par exemple, se livre à une critique de l'obscurantisme dans sa Lettre sur les aveugles à l'usage de ceux qui voient. Surtout, Voltaire est parmi les premiers philosophes à prendre position lors d'une affaire contemporaine: il prend la défense du protestant Jean Calas, accusé à tort d'avoir tué son fils qui désirait se convertir au catholicisme. Le Traité sur la tolérance reprend les leçons de "l'affaire Calas".

### XIXesiècle
Au XIXe siècle, le recueil de Victor Hugo, Les Châtiments, est désigné comme un "poème du crime". Le poète ne s'en prend pas seulement à un sujet général, mais directement à une personne, qui est Napoléon III, qu'il surnomme « Napoléon le Petit ». Il dénonce également la misère sociale dans de nombreux pans de son œuvre, notamment son roman Les Misérables, écrit en plus de 20 ans, et étant l'un des principaux romans de Victor Hugo mais aussi l'un des symboles de l'écriture engagée; ou encore le poème "Melancholia", extrait de son recueil poétique Les Contemplations. Il prend également position contre la peine de mort dans Le Dernier Jour d'un condamné.
Mais le véritable acte de naissance de l'intellectuel engagé, c'est l'article "J'accuse...!" d’Émile Zola qui a été rédigé au cours de l’affaire Dreyfus, sous la forme d'une lettre ouverte au président de la République française, Félix Faure, parue dans le journal L'Aurore. Zola y dénonce l'injuste condamnation d'Alfred Dreyfus, accusé de complot contre la France. Son procès est dit antisémite. Cette affaire a divisé la France de la fin du siècle entre dreyfusards et antidreyfusards. Cette lettre est un symbole de l'éloquence oratoire et du pouvoir de la presse mis au service de la défense d'un homme et de la vérité.

### XXesiècle
- Jean-Paul Sartre, Qu'est-ce que la littérature ?Sartre interpelle l'écrivain engagé: « Pourquoi as-tu parlé de ceci plutôt que de cela et – puisque tu parles pour changer – pourquoi veux-tu changer ceci plutôt que cela ? »
- Albert Camus, Discours de SuèdeCamus y formule ses difficultés à prendre position dans le conflit algérien.
- André Malraux, L'EspoirMalraux y dénonce la guerre civile espagnole et soutient le Front populaire (contre Francisco Franco). Il défend des idées de gauche.
- Poètes de la résistance à l'origine du surréalisme :
  - Paul Éluard, Liberté
  - Louis Aragon, La Rose et le Réséda.
- Boris Vian, Le DéserteurPoème sur la dénonciation de la guerre d'Indochine, adressé au président de la République française, René Coty afin de montrer sa lâcheté. Ce poème est une chanson antimilitariste qui est écrite sous forme de lettre ouverte. Il faut notamment savoir que ce poème a été censuré car ses paroles étaient trop subversives. Ce texte montre que la guerre laisse de nombreuses traces psychologiques.
- Eugène Ionesco, RhinocérosIonesco dénonce la montée du fascisme qu'il a connu en Roumanie. Plus largement, il illustre l'ascendance de la masse sur l'individu seul, dans une métaphore du totalitarisme.
- Robert Desnos, Ce cœur qui haïssait la guerreIl y fait un appel à la résistance.
- George Orwell, La ferme des AnimauxL'auteur britannique a décidé d'écrire la ferme des animaux pour critiquer le régime totalitaire communiste soviétique de façon implicite et attractive (sous forme romanesque). Ainsi, chaque animal représente une facette de la société soviétique d'après guerre : les cochons accaparent les richesses dès la Révolution, et convainquent les autres animaux de travailler pour la ferme.

### XXIesiècle
Au XIXe siècle, la littérature romanesque réaliste et la littérature romanesque naturaliste (dont Hugo, Flaubert, Maupassant, Zola...) sont engagées, de même que le roman colonial et le roman sentimental.
Aux XXe siècle et XXIe siècle, les mauvais genres (paralittérature) s'engagent davantage : satire, genres de science-fiction, roman policier, roman d'espionnage, réalisme sale...
Une autre forme d'engagement serait à étudier à l'international. La Grève, roman d'Ayn Rand, publié en 1957, référence américaine durable, est accessible au public français seulement depuis 2011 semble-t-il. Certes, le roman serait une illustration de son libertarianisme et de son objectivisme, mais ce délai de soixante ans montre d'énormes différences d'appréciation, même en littérature romanesque.

#### La littérature engagée dans l'actualité
De nombreux auteurs ont utilisé l'écriture afin de s'exprimer sur certains sujets d'actualité : le racisme, les bavures policières ou encore le féminisme et les féminicides par exemple.
Féminicides et impunité - Le cas de Ciudad Juarez de Marie-France Labrecque est un livre qui traite ce phénomène. Il dénonce aussi l'impunité au Mexique, pays ou un grand nombre de femmes sont tuées chaque année, sans que les coupables soient forcément condamnés. La littérature féministe est toujours présente de nos jours et ne fais qu'évoluer, en effet la méthode la plus efficace pour dénoncer quelque chose est de passer par l'écrit. Par exemple nous avons le collectif Folles frues fortes qui sont des femmes écrivaines qui se battent pour dénoncer ce que les femmes subissent dans la société. La littérature féministe est toujours d'actualité et continue de se développer au fur et à mesure des années en se faisant beaucoup plus entendre.
L'œuvre d'Angie Thomas The hate U give  (traduite en français par Nathalie Bru) qui a été adaptée en film en 2018 par George Tillman Jr. traite de la question du racisme. Ce livre est classé dans le mouvement Young Adult aussi appelé la littérature de jeunesse. Ce mouvement consiste à partager des évènements de société qui a pour but d'inclure les jeunes à travers la littérature.
L'œuvre de Yasmina Khadra, un auteur algérien, avec son roman Les hirondelles de Kaboul, publié en 2002. Par son roman, il dénonce les discriminations et la répression que subissent les femmes en Afghanistan. Il expose la vie des femmes oppressées sous le régime Taliban.